# Turkstaat

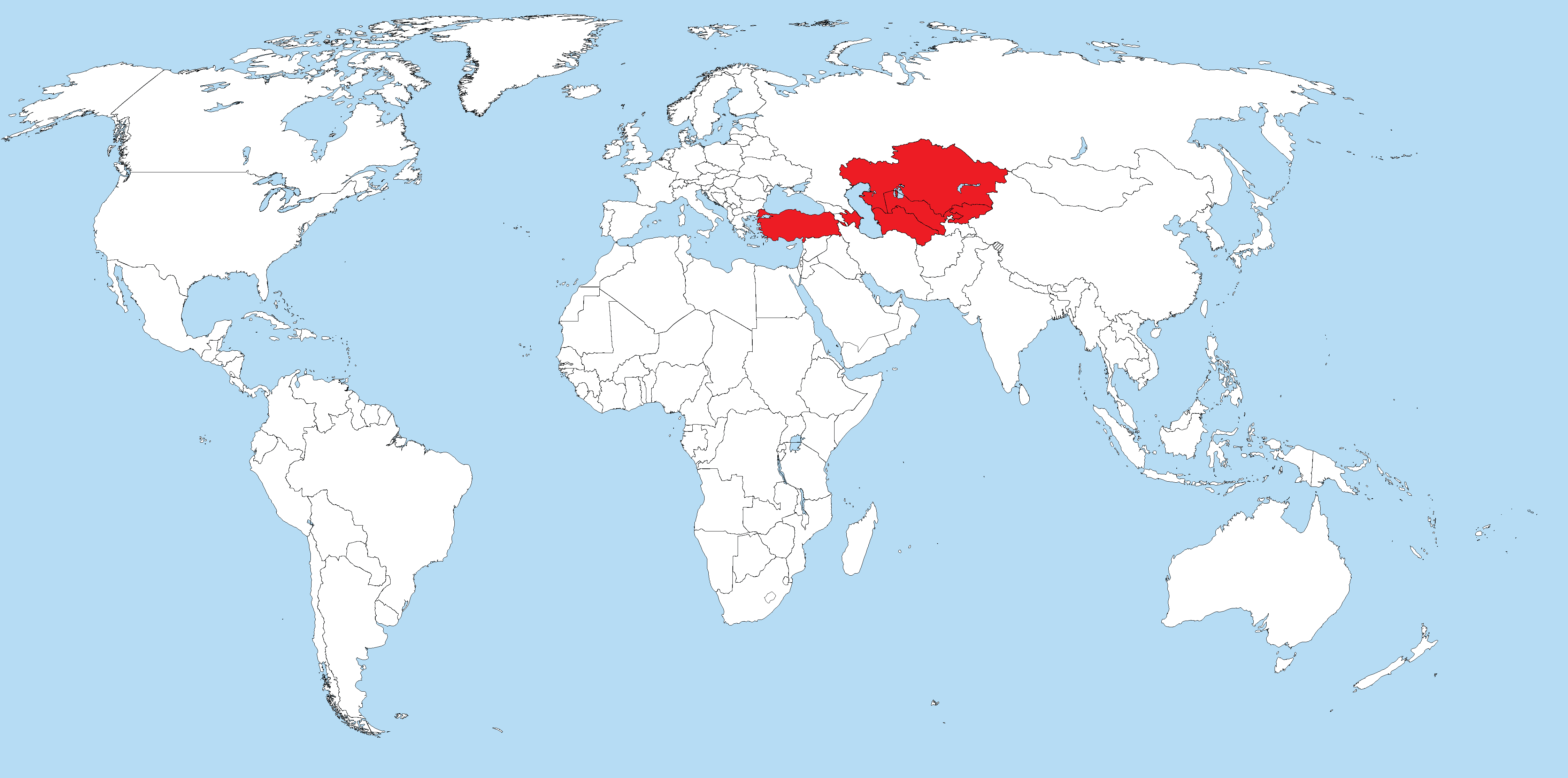
Heutige als „Turkstaaten“ bezeichnete Staaten: Im Westen: die Türkei und Aserbaidschan, Im Osten: das nördliche Kasachstan, darunter Usbekistan und Kirgisistan, und das südliche Turkmenistan

Als Turkstaaten werden die turksprachigen Republiken Aserbaidschan, Kasachstan, Kirgisistan, Usbekistan, Türkei und Turkmenistan bezeichnet. Auch der Begriff „Turkrepubliken“ wird verwendet.

## Politische Entwicklung nach 1989
Nach dem Zerfall der Sowjetunion wurde im Oktober 1992 als Interessenverband der Turkstaaten das Türkische Konzil auf einem Treffen unter der Schirmherrschaft der Türkei in Ankara gegründet, mit dem Ziel „die wirtschaftliche und humanitäre Zusammenarbeit unter den Turkstaaten zu fördern“ und „international mit einer Stimme zu sprechen und zu diesem Zweck in ferner Zukunft die Allianz der Turkstaaten nach dem Vorbild der Europäischen Union“. Die Türkei versuchte in der Folge, das Gipfeltreffen der Staatspräsidenten der türkisch sprechenden Länder (OATCT) zu institutionalisieren, zwischenstaatliche Differenzen verhinderten jedoch die geplante jährliche Abfolge der Treffen. Die stattfindenden Gipfel führten zu Spannungen mit Russland, das den Verlust von Einfluss auf die ehemaligen Sowjetrepubliken befürchtete. Auch auf anderen Ebenen wie zum Beispiel der seit 1996 abgehaltenen „Versammlung für Freundschaft, Brüderlichkeit und Zusammenarbeit der Turkstaaten und -gesellschaften“ wurden politische und wirtschaftliche Kooperationen beschlossen.

## Kultur
1992 wurde bei einem Treffen der Kultusminister von Aserbaidschan, Kasachstan, Usbekistan, Turkmenistan, Kirgisistan und der Türkei in Baku eine kulturelle Kooperation vereinbart. Am 12. Juli 1993 wurde daraufhin in Almaty die Joint Administration of Turkic Culture and Art (TÜRKSOY) gegründet, die sich als eine Art UNESCO der Region versteht und sich der Erforschung der gemeinsamen Geschichte, Kultur, Sprache und Traditionen in den Turkstaaten widmet.

## Vergleich der Staaten
| Staat         | Hauptstadt | Schrift                    | Fläche        | Einwohner  | BIP          | BIP/Einw.  |
| ------------- | ---------- | -------------------------- | ------------- | ---------- | ------------ | ---------- |
| Türkei        | Ankara     | Türkisches Latein          | 783.000 km²   | 085,2 Mio. | 845 Mrd. USD | 09.800 USD |
| Aserbaidschan | Baku       | Aserbaidschanisches Latein | 86.000 km²    | 010,1 Mio. | 055 Mrd. USD | 05.400 USD |
| Kasachstan    | Astana     | Kyrillisch                 | 2.725.000 km² | 018,9 Mio. | 197 Mrd. USD | 10.300 USD |
| Usbekistan    | Taschkent  | Usbekisches Latein         | 449.000 km²   | 036,0 Mio. | 069 Mrd. USD | 02.000 USD |
| Kirgisistan   | Bischkek   | Kirgisische Kyrilliza      | 200.000 km²   | 006,5 Mio. | 008 Mrd. USD | 01.280 USD |
| Turkmenistan  | Aşgabat    | Turkmenisches Latein       | 488.000 km²   | 006,0 Mio. | 053 Mrd. USD | 08.800 USD |